# Hungersvatten
Hungersvatten är en sjö i Kungälvs kommun i Bohuslän och ingår i Göta älvs huvudavrinningsområde. Hungersvatten ligger i Svartedalen Natura 2000-område. Sjön är 13 meter djup, har en yta på 0,021 kvadratkilometer och är belägen 123 meter över havet.

## Bilder

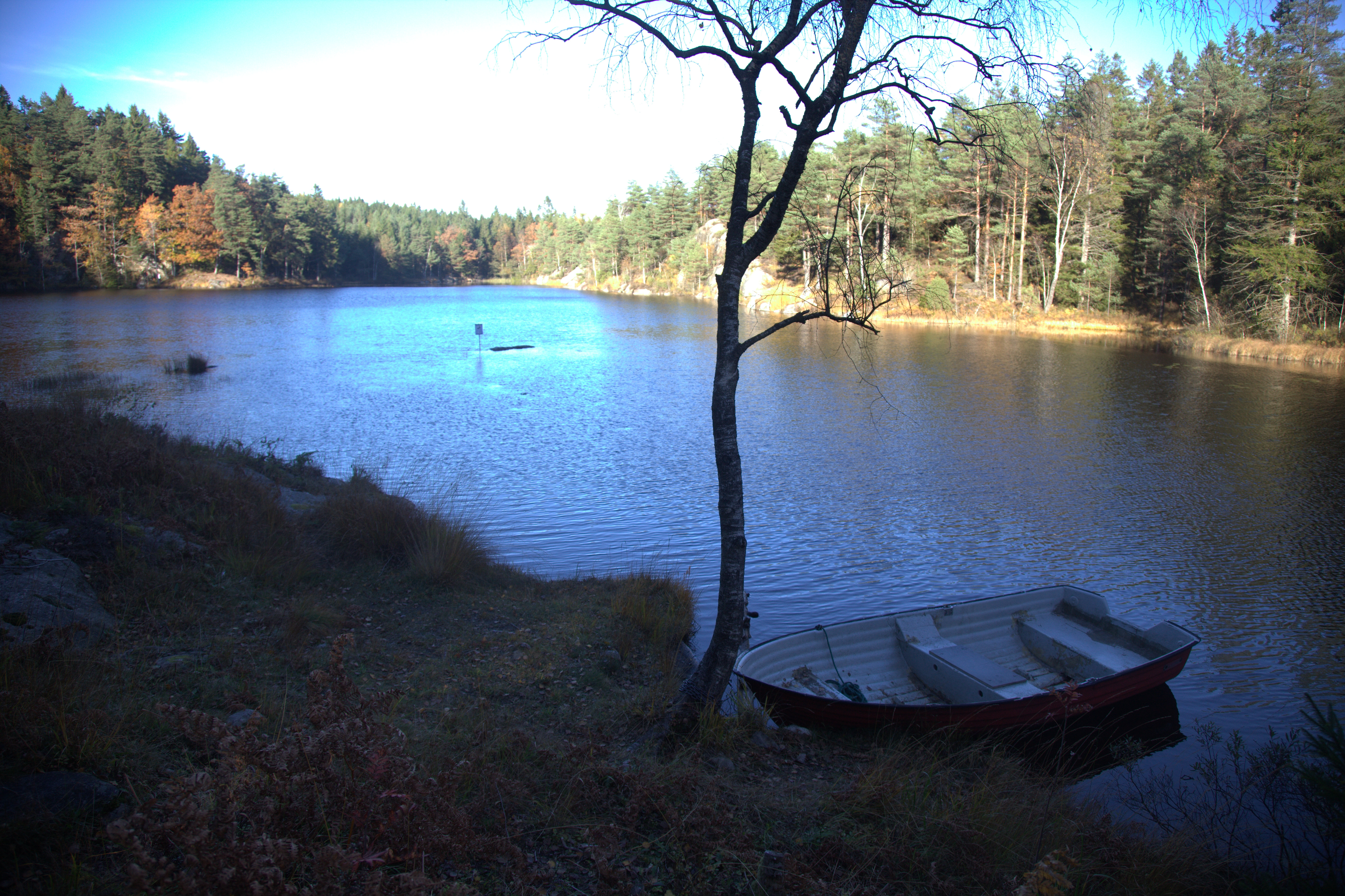
Båt i sjön.
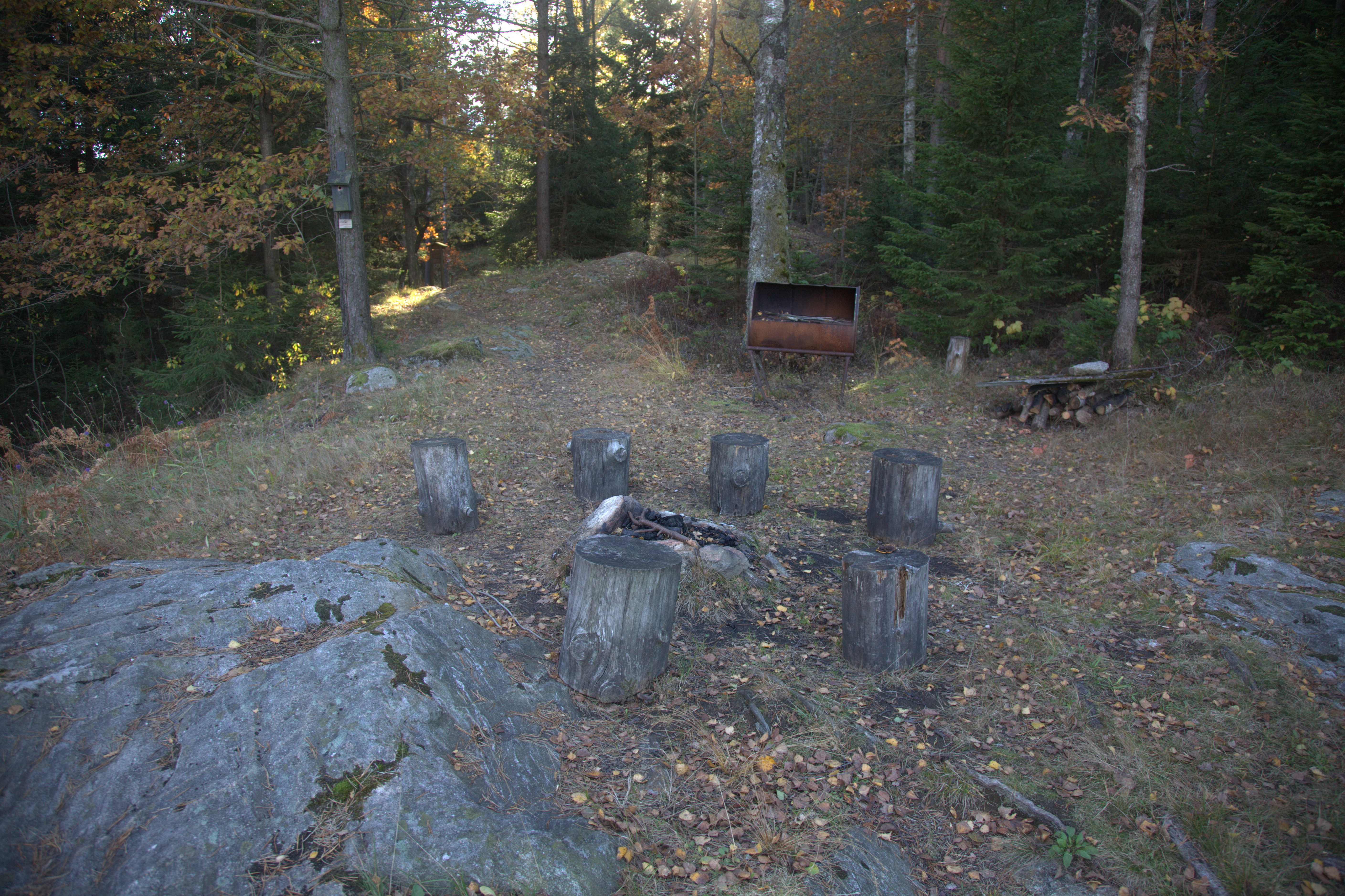
Rastplats alldeles invid sjöns södra ände
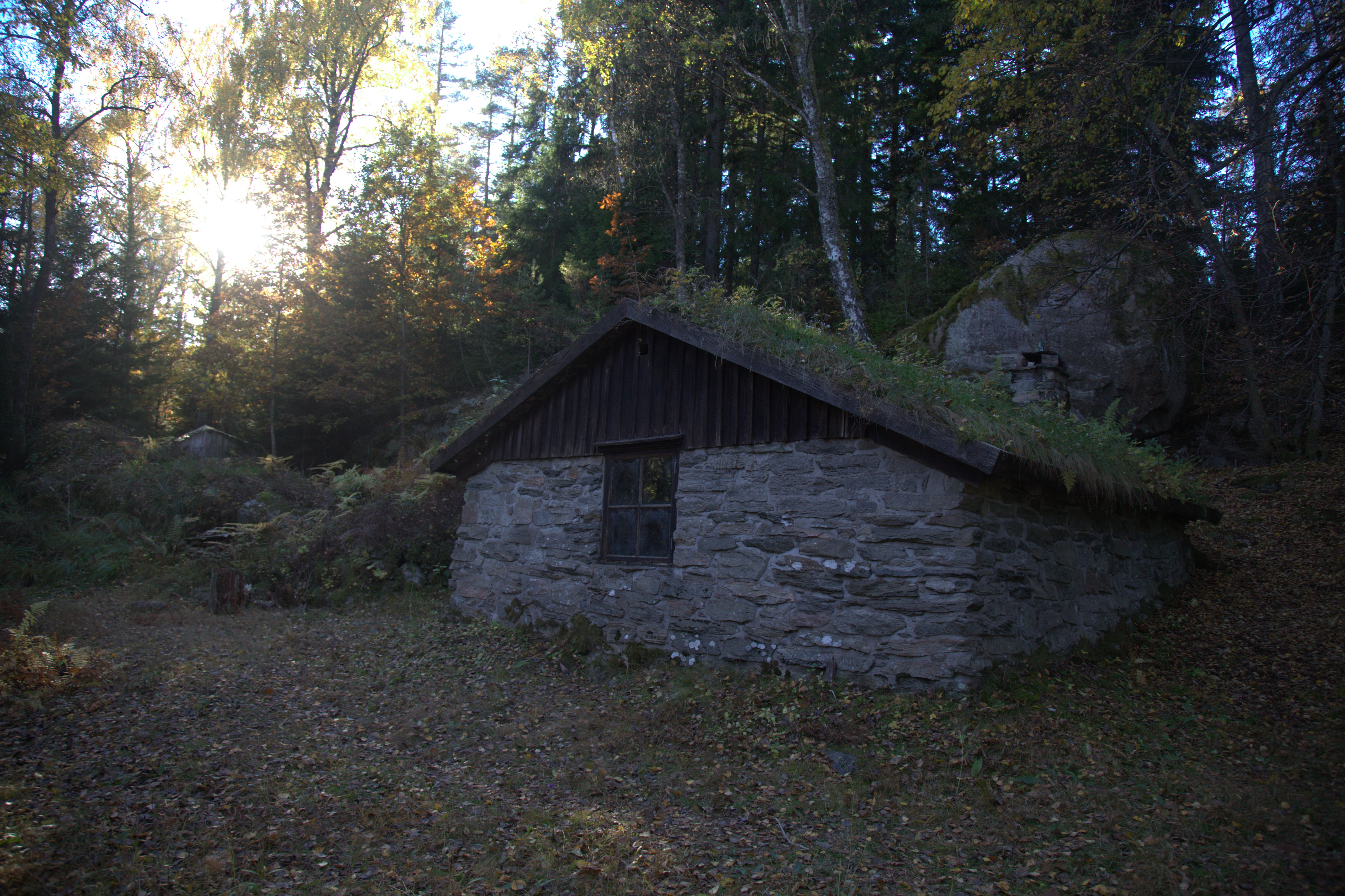
Stenstugan som ligger vid sjöns södra ände.